# Virivka, Berîslav
Virivka (în ucraineană Вірівка) este un sat în comuna Olhivka din raionul Berîslav, regiunea Herson, Ucraina.

## Demografie
Componența lingvistică a localității Virivka
     Ucraineană (93,74%)
     Rusă (4,24%)
     Română (1,61%)
Conform recensământului din 2001, majoritatea populației localității Virivka era vorbitoare de ucraineană (93,74%), existând în minoritate și vorbitori de rusă (4,24%) și română (1,61%).